# Notukeu (circonscription saskatchewanaise)
Pour les articles homonymes, voir Pinto Creek.
Circonscription électorale provinciale du Canada
Notukeu (initialement Pinto Creek) est une circonscription électorale provinciale de la Saskatchewan au Canada. Elle est représentée à l'Assemblée législative de la Saskatchewan de 1912 à 1938.

## Géographie
La circonscription était situé au sud du lac La Vieille. Son territoire est maintenant représenté par la circonscription de Wood River.

## Liste des députés
| Parlement                                                                    | Années      | Député                  | Député              | Parti       |
| Pinto Creek                                                                  | Pinto Creek | Pinto Creek             | Pinto Creek         | Pinto Creek |
| ---------------------------------------------------------------------------- | ----------- | ----------------------- | ------------------- | ----------- |
| 3e                                                                           | 1912–1917   |                         | Samuel Robert Moore | Libéral     |
| Notukeu                                                                      |             |                         |                     |             |
| 4e                                                                           | 1917–1921   |                         | George Spence (en)  | Libéral     |
| 5e                                                                           | 1921–1923   |                         | George Spence (en)  | Libéral     |
| 6e                                                                           | 1925–1926   |                         | George Spence (en)  | Libéral     |
| 6e                                                                           | 1926-1929   | Alexander Lothian Grant |                     | Libéral     |
| 7e                                                                           | 1929–1934   | Alexander Lothian Grant |                     | Libéral     |
| 8e                                                                           | 1934–1938   | George Spence (en) (2)  |                     | Libéral     |
| Circonscription fusionnée avec Willow Bunch pour former Notukeu-Willow Bunch |             |                         |                     |             |